# 1294 Antwerpia
1294 Antwerpia eller 1933 UB1 är en asteroid i huvudbältet som upptäcktes 24 oktober 1933 av den belgiske astronomen Eugène Joseph Delporte i Uccle. Det har fått sitt namn efter den belgiska staden Antwerpen.
Asteroiden har en diameter på ungefär 39 kilometer.